# ويليام هووكر
ويليام هووكر (بالإنجليزية: William Hooker)‏ هو مغني وملحن وعازف جاز أمريكي، ولد في 18 يونيو 1946 في نيو بريتن في الولايات المتحدة.

## وصلات خارجية
- ويليام هووكر على موقع ميوزك برينز (الإنجليزية)
- ويليام هووكر على موقع أول ميوزيك (الإنجليزية)
- ويليام هووكر على موقع ديسكوغز (الإنجليزية)